# یواس‌اس آر-۳ (اس‌اس-۸۰)
یواس‌اس آر-۳ (اس‌اس-۸۰) (به انگلیسی: USS R-3 (SS-80)) یک زیردریایی بود که طول آن ۱۸۶ فوت ۲ اینچ (۵۶٫۷۴ متر) بود. این زیردریایی در سال ۱۹۱۹ ساخته شد.